# Il principe azzurro (film 1926)
Il principe azzurro (Beverly of Graustark) è un film muto del 1926 diretto da Sidney Franklin. La sceneggiatura si basa su Beverly of Graustark, romanzo di George Barr McCutcheon pubblicato a New York nel 1904.

## Trama
Nel piccolo regno di Graustark, il reggente, duca Travina, si prepara ad accogliere il legittimo erede al trono. Dall'America, infatti, sta giungendo il principe Oscar, accompagnato dalla cugina Beverly Calhoun.  Ma, a corte, fioriscono i complotti: Marlanx, un generale pretendente al trono in combutta con un altro congiurato, Saranoff, progetta l'assassinio di Oscar. Il principe rimasto ferito mentre sta sciando in montagna, è messo a mal partito. Travina allora ha l'idea di far passare Beverly per il principe, travestendola da maschio fino a che il cugino non sia guarito. 

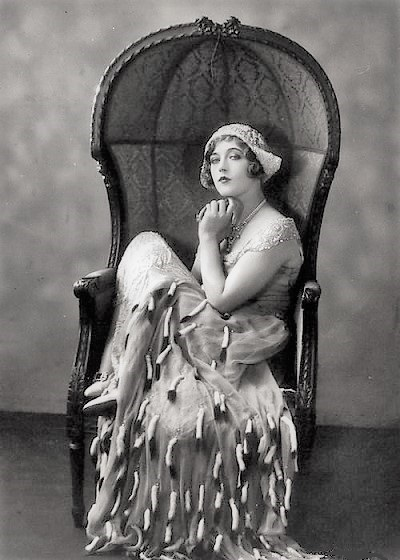
Beverly Calhoun (Marion Davis) in abiti femminili

Danton, a capo di un gruppo di pastori, sventa le trame di Saranoff e si mette al servizio del principe, diventando la sua guardia del corpo. Beverly non resta indifferente al fascino di Danton e, spogliatasi degli abiti maschili, si presenta a lui vestita da donna. L'uomo, cedendo al fascino della fanciulla, diventa geloso del principe che vede ora come suo rivale e lo sfida a duello. Oscar dovrà spiegare al focoso pastore la messinscena messa in piedi da Marlanx. Danton allora svela di essere il principe di un regno vicino e conquista la mano di Beverly.

## Produzione
Il film fu prodotto dalla Cosmopolitan Productions per la Metro-Goldwyn-Mayer (MGM). Venne girato in bianco e nero, ma l'ultima sequenza fu girata a colori, usando il sistema del 2-strip Technicolor.

## Distribuzione
Il copyright del film, richiesto dalla Metro-Goldwyn-Mayer, fu registrato il 5 aprile 1926 con il numero LP22562.
Distribuito dalla MGM, il film uscì nelle sale statunitensi il 19 aprile 1926.
In Italia, ottenne il visto di censura 23143 il 1º dicembre 1926.